# Struhaře (zámek)
Struhaře jsou zámek severně od Vítkovic u Lubence v okrese Louny. Postaven byl před polovinou osmnáctého století jako sídlo správce přilehlého hospodářského dvora.

## Historie
První písemná zmínka o tvrzi ve Struhařích pochází až z roku 1579, ale vesnice zde existovala už ve čtrnáctém století, protože v roce 1359 byl zmíněn struhařský farář při obsazení nahořečické fary. Roku 1363 je uváděn vladyka Jindřich ze Struhař a v roce 1423 Petr ze Struhař. Po nich panství získali rytíři z Kračína: Mikuláš z Kračína (1430, 1461) a Václav z Kračína (1480, 1487). Od roku 1490 se majiteli stali páni z Gutštejna, kteří panství připojili k blízké Chyši. Kromě několika desetiletí v sedmnáctém století, kdy Struhaře patřily pánům z Vacínova, už u chyšského panství zůstaly.
Zdejší tvrz však byla udržována a nejspíše během sedmnáctého století přestavěna na zámek, který nechal po roce 1730 hrabě Maxmilián Václav Lažanský z Bukové upravit v barokním slohu. Zámek sloužil správě statku a k občasným pobytům šlechty. Po roce 1945 se dvůr dostal do majetku státního statku. Zámek byl přestavěn na byty, kanceláře a skladiště, ale od roku 1980 nebyl udržován a postupně zchátral natolik, že se zhroutily krovy, propadly stropy a došlo k poškození zdiva. Noví majitelé však zahájili postupné opravy.

## Stavební podoba
Jednopatrová zámecká budova má obdélný půdorys a valbovou střechu. U průjezdu, kterým se vjíždí do dvora, se nachází vstup do sklepů a schodiště do prvního patra. Přízemní místnosti jsou zaklenuté křížovými a valenými klenbami.

## Přístup
Dvůr ani zámek nejsou přístupné veřejnosti. Okolo nich vede silnice z Lubence do Vítkovic, po které je značená cyklotrasa č. 2152 z Valče do Blatna a modře značená místní turistická trasa ze Žďárku na vyhlídku Bílý kříž.